# Puglia (torrente)
Il Puglia è un torrente che scorre interamente in provincia di Perugia. 
Nasce sul Monte Pelato, e più precisamente nel comune di Giano dell'Umbria. Subito dopo aver attraversato la località Bastardo, entra nel comune di Gualdo Cattaneo, viene attraversato dall'E45 e subito dopo confluisce nel Tevere in località Collepepe, dopo 30 chilometri di corsa.
Il suo bacino è di 206 chilometri quadrati.